# 威斯特法伦-利珀州艺术和文化历史博物馆

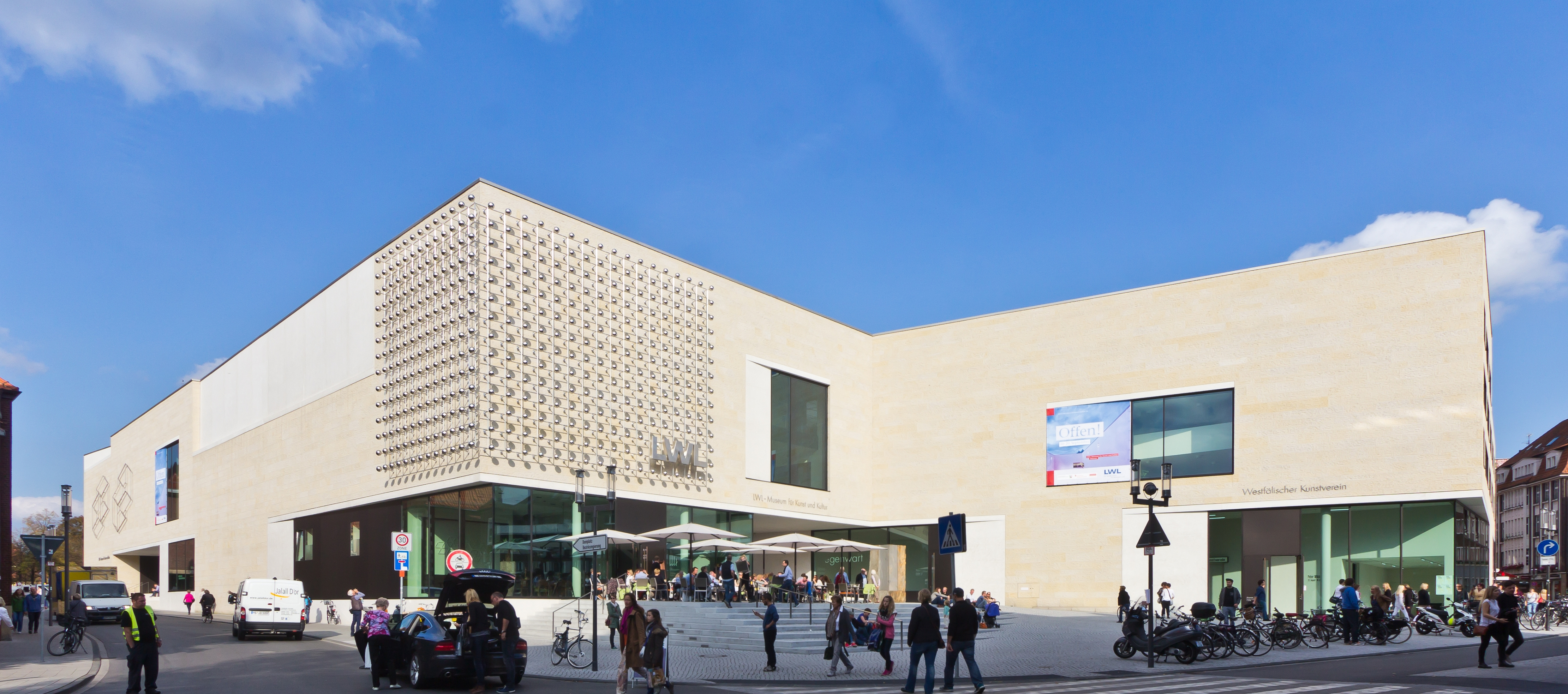
2014 年的威斯特法伦-利珀州艺术和文化历史博物馆

威斯特法伦-利珀州艺术和文化历史博物馆（德語：LWL-Landesmuseum für Kunst und Kulturgeschichte）是位於德国明斯特的一家艺术和文化博物馆，於2014年開業。

## 历史
前身是成立於1908年的威斯特法伦州博物馆（Landesmuseums des Westfälischen Provinzialverbandes）。這家博物館的館藏品有國際哥特式藝術绘画、雕塑以及青骑士、桥社繪畫和奧古斯特·馬克的作品。